# Joveriana occidentalis
Joveriana occidentalis är en insektsart som beskrevs av Schmidt. Joveriana occidentalis ingår i släktet Joveriana och familjen hornstritar. Inga underarter finns listade i Catalogue of Life.